# Combat del Convent de Santa Madrona
El Combat del Convent de Santa Madrona es lliurà el 10 de setembre de 1713 i fou un dels episodis del setge de Barcelona durant la Guerra dels Catalans (1713-1714), la darrera campanya militar de la Guerra de Successió Espanyola a Catalunya.

## Antecedents
El 14 de març de 1713 a Utrecht els plenipotenciaris de Carles d'Àustria firmaren el «Conveni per a l'evacuació de Catalunya». Aquest tractat fou ratificat el 22 de juny de 1713 pels representants de Felip V i Carles d'Àustria en el «Conveni de l'Hospitalet», que establia la fi de la guerra per l'1 de juliol de 1713. Però malgrat el tractat els Tres Comuns de Catalunya —institucions d'autogovern catalanes— convocaren una Junta General de Braços de Catalunya que el 9 de juliol de 1713 proclamà unilateralment que continuaven la guerra contra Felip V i contra França. Evacuades les tropes austriacistes, ocupada quasi tota Catalunya per les tropes borbòniques, i reduïts els resistents a Barcelona, els Tres Comuns alçaren ràpidament l'exèrcit de Catalunya nomenant-ne per general comandant Antonio de Villarroel.
Finalment el 25 de juliol de 1713 les tropes borbòniques al comandament del duc de Pópoli van arribar davant les muralles de Barcelona. Tot seguit Pópoli va sol·licitar l'obediència de la ciutat a Felip V, sol·licitud rebutjada el mateix dia. Davant la impossibilitat de prendre Barcelona a l'assalt per la manca d'artilleria pesant que pogués abatre les muralles i limitat per les carències tècniques i tàctiques de les tropes de Felip V, Popoli va adoptar l'estratègia que des de feia segles s'havia seguit en els setges als quals s'havia sotmès Barcelona. Va bloquejar la ciutat per terra i va centrar el millor de les seves tropes a la conquesta de la fortalesa de Montjuïc des de la qual, una vegada presa, podria obligar a la rendició de la ciutat.

## Batalla
La nit del 10 de setembre del 1713, poc després del Combat de la Creu Coberta uns 3.000 soldats borbònics van atacar a la baioneta prenent el convent de Santa Madrona de Montjuïc, però van haver de retirar-se l'endemà sota el foc de les bateries del castell de Montjuïc.

## Conseqüències
El convent de Santa Madrona de Montjuïc, va quedar molt malmès durant els combats i només se'n conserva l'ermita de Santa Madrona, situada entre el Palau Nacional i el Palauet Albéniz. El convent es reconstruí després de la guerra en el lloc que ara ocupa la Plaça Reial.
Aquesta victòria no va impedir que els borbònics estrenyessin més el setge sobre la muralla, però finalment, el Duc de Pòpuli seria substituït al comandament del Setge Barcelona per James Fitz-James Stuart, duc de Berwick.